# Jim Yardley
Jim Yardley (27 de outubro de 1946 - 20 de novembro de 2010) foi um jogador de críquete inglês.